# Piet Blom
Pieter Blom, detto Piet (Amsterdam, 8 febbraio 1934 – Danimarca, 8 giugno 1999), è stato un architetto olandese, appartenente alla corrente dello strutturalismo e che realizzò vari complessi abitativi nei Paesi Bassi a partire dall'inizio degli anni sessanta.
La sua opera più famosa è rappresentata dalle case cubiche di Helmond e Rotterdam.

## Biografia
Piet Blom nacque ad Amsterdam l'8 febbraio 1934 e trascorse la propria infanzia nel quartiere di Jordaan.
Studiò presso la Academie voor Bouwkunst, dove fu allievo, tra gli altri, di Aldo van Eyck.
Nell'ottobre del 1963 ricevette il Premio del Grand Prix di Roma per il villaggio per bambini "Pestalozzi".
Tra il 1966 e il 1973, realizzò a Hengelo "De Kasbah"., mentre nel 1972, realizzò a Helmond il primo complesso di case cubiche. Tra il 1974 e il 1983, progettò, tra l'altro, l'accademia delle arti di Groninga, l'Accademia Minerva e la Schreierstoren di Rotterdam. Morì in Danimarca l'8 giugno 1999.

## Opere (lista parziale)

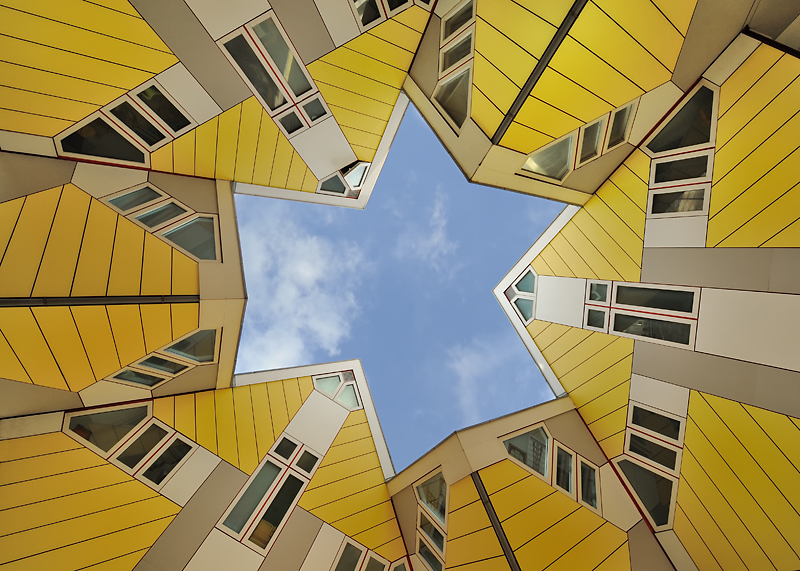
Le celebri case cubiche di Piet Blom a Rotterdam

- 1960: Edificio Lucie van Bourgonje, nella Leidsekruisstraat di Amsterdam[1]
- 1965: Villaggio vacanze a Ibiza[1]
- 1966-1973: Complesso abitativo "De Kasbah", a Hengelo [1]
- 1971: Complesso abitativo e centro commerciale "Poelwijk" a Monnickendam [1]
- 1972-1976: Case cubiche di Helmond[1][2]
- 1978-1984: Case cubiche di Rotterdam[1]
- 1978-1984: De Schreierstoren a Rotterdam[1]
- 1989: City Amsterdam-Noord[1]
- 1994: Complesso abitativo "De Gesloten Straat", ad Amersfoort [1]

## Premi e riconoscimenti
- 1963: Premio Gran Prix di Roma[2]

## Museo
A Piet Blom è dedicato dal 2013 un museo a Hengelo, il Piet Blom Museum